# محمد فنيش (ليبي)
محمد فنيش ()، هو خبير إقتصادي ليبي، شغل منصب المدير التنفيذي في صندوق النقد الدولي.

## حياته العلمية
- جامعة القاهرة 1955-1959 بكالوريوس تجارة.
- جامعة جنوب كاليفورنيا، لوس أنجلوس، 1965-1967، ماجستير في الآداب والاقتصاد 1968-1972.
- دكتوراه في الاقتصاد الفلسفي. اللغات المنطوقة: العربية والإنجليزية.

## من مؤلفاته
- كتاب: «ملاحظات على اجتماعات اللجنة الوزارية الانتقالية التابعة لصندوق النقد الدولي».[2]